# Везни (съзвездие)
Вижте пояснителната страница за други значения на Везни.
Везни е съзвездие, видимо от северното полукълбо. То е част от зодиака и е единственото от дванадесетте съзвездия, което не е именувано на живо същество. Астрологическият му знак е ♎.
Името на съзвездието е превод от латинското му название – Libra.

## Митологичен символизъм
Съзвездието, първоначално считано като част от щипците на съзвездието Скорпион, е най-младото от Зодиакалните съзвездия и е единственото, което не изобразява живо същество. Според късната гръцка митология, съзвездието напомняло смътно на блюдата на везните, които били държани от Астрея (представляваща Дева) – богинята на справедливостта.
Оттогава Везни се счита за част от Дева (като блюда), защото преди, като част от Скорпион, не изпълнявало ролята, на която е кръстен този зодиакален знак. Воловар, Везни, заедно с Голямата Мечка, Дракон и Малката мечка се свързват с мита за ябълките на Хесперидите, един от Дванадесетте подвига на Херкулес.